# Rio Gumbela
O Rio Gumbela é um curso de água do arquipélago de São Tomé e Príncipe, localizado no distrito de Caué, ilha de São Tomé, corre para Sul até encontrar o mar entre a Praia Vá Inhá e a Praia Jalé, frente ao ilhéu Jalé.